# Округ Мартин (Тексас)
Округ Мартин (енгл. Martin County) је округ у америчкој савезној држави Тексас. По попису из 2010. године број становника је 4.799.

## Демографија
Према попису становништва из 2010. у округу је живело 4.799 становника, што је 53 (1,1%) становника више него 2000. године.
| Група             | 2000.         | 2010.         |
| Белци             | 2.696 (56,8%) | 2.578 (53,7%) |
| Афроамериканци    | 75 (1,6%)     | 78 (1,6%)     |
| Азијати           | 8 (0,2%)      | 12 (0,3%)     |
| Хиспаноамериканци | 1.925 (40,6%) | 2.086 (43,5%) |
| Укупно            | 4.746         | 4.799         |